# 蔡侯朱
蔡侯朱（？—？），姬姓，名朱，蔡平侯之子。前521年，蔡平侯病逝，朱继位。平侯长兄蔡隱太子友的儿子东国，派人贿赂楚平王的大夫费无忌。费无忌于是宣称蔡侯背叛楚国，希望东国继位。蔡国贵族只好赶走蔡侯朱，拥立东国继承蔡国君位，是为蔡悼侯。